# Зареченский (Шишкинский сельсовет)
В Чаплыгинском районе тоже есть посёлок Зареченский — в Ведновском сельском поселении
Заре́ченский — посёлок Шишкинского сельсовета Чаплыгинского района Липецкой области.

## Название
Название дано по местоположению за рекой Становой Рясой относительно центра поселения села Шишкино.

## География
Стоит на правом берегу реки Становой Рясы.

## История
Основан не позднее второй половины XX века.

## Население
| 1997 | 2010 |
| ---- | ---- |
| 65   | ↗77  |